# Bob Bondurant

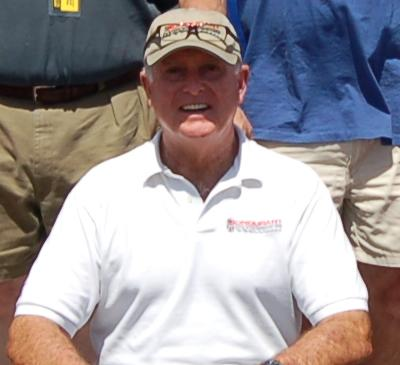
Imatge de Bob Bondurant l'any 2007.

Bob Bondurant   (Evanston, 27 d'abril de 1933 - Phoenix, 12 de novembre de 2021) va ser un pilot de curses automobilístiques estatunidenc que va arribar a disputar curses de Fórmula 1.

## A la F1
Bob Bondurant va debutar a la novena i penúltima cursa de la temporada 1965 (la setzena temporada de la història) del campionat del món de la Fórmula 1, disputant el 3 d'octubre del 1965 al circuit de Watkins Glen el GP dels Estats Units.
Va participar en nou proves puntuables pel campionat de la F1, disputades en dues temporades consecutives (1965-1966) aconseguint una quarta posició com a millor classificació en una cursa i assolí tres punts pel campionat del món de pilots.

## Resultats a la Fórmula 1
| Any  | Equip                      | Xassís  | Motor   | 1     | 2       | 3   | 4     | 5   | 6       | 7     | 8       | 9       | 10      | Posició | Punts |
| ---- | -------------------------- | ------- | ------- | ----- | ------- | --- | ----- | --- | ------- | ----- | ------- | ------- | ------- | ------- | ----- |
| 1965 | North American Racing Team | Ferrari | Ferrari | SUD   | MON     | BEL | FRA   | GBR | HOL     | ALE   | ITA     | USA 9   |         | -       | 0     |
| 1965 | Reg Parnell                | Lotus   | Climax  |       |         |     |       |     |         |       |         |         | MEX Ret | -       | 0     |
| 1966 | Team Chamaco Collect       | BRM     | BRM     | MON 4 | BEL Ret | FRA | GBR 9 | HOL | ALE Ret | ITA 7 |         |         |         | 14è     | 3     |
| 1966 | Anglo American Racers      | Eagle   | Climax  |       |         |     |       |     |         |       | USA DSQ |         |         | 14è     | 3     |
| 1966 | Anglo American Racers      | Eagle   | Weslake |       |         |     |       |     |         |       |         | MEX Ret |         | 14è     | 3     |

### Resum
| Curses: | Victòries: | Pòdiums: | Poles: | Voltes ràpides: | Punts: |
| ------- | ---------- | -------- | ------ | --------------- | ------ |
| 9       | 0          | 0        | 0      | 0               | 3      |